# جامع الرحمن الرحيم (الأنبار)
جامع الرحمن الرحيم من مساجد العراق الكبيرة والحديثة، ويقع الجامع في دور الأطباء بقضاء الرمادي في محافظة الأنبار، والجامع غير مستلم من قبل ديوان الوقف السني في العراق، وبني عام 1423 هـ/2002م، وشيد على نفقة المحسنين من أهل الخير، وتبلغ مساحته 2500م2، ويحتوي على مصلى واسع تبلغ مساحته 1000م2، ويتسع لأكثر من ألف مصل، وتم بناؤه بنسق هندسي حديث، حيث يعلو سقفه أربعة قباب صغيرة في كل ركن من أركانه الأربعة، وتتوسطها قبة كبيرة، ويرتفع سقف الحرم بارتفاع 8م، ولهُ محراب كبير مبني داخل جدار الحرم، وفيهِ غرف للإمام وخدم الجامع، وحالته العمرانية ممتازة، وتحيط الحرم النوافذ من كل جانب، وحوله حديقة واسعة، وتقام فيه صلاة الجمعة وصلاة العيدين والصلوات الخمس، وعدد المصلين حالياً لا يتجاوز 100 مصل.